# Humphrey Owen Jones
Humphrey Owen Jones, detto Johannes Ludwig (Aberystwyth, 20 febbraio 1878 – Monte Bianco, 15 agosto 1912), è stato un alpinista e chimico inglese.

## Biografia
Jones nacque a Goginan , nel Cardiganshire , e frequentò  la Lewis School, a Pengam  e l'Università di Aberystwyth. Successivamente studiò scienze naturali al Clare College, a Cambridge, laureandosi nel 1903. 
Jones fu uno dei chimici britannici più produttivi del suo tempo e pubblicò più di 60 articoli tra il 1900 e il 1912.  
Nel 1907, Jones divenne un appassionato scalatore dopo aver ricevuto alcune lezioni di alpinismo in Snowdonia.  Fu il  pioniere di alcune delle scalate più difficili in quella regione, come  sul Lliwedd, che compì nel 1909. Insieme a Karl Blodig, Geoffrey Winthrop Young e la guida Josef Knubel effettuò la prima salita della cresta del monte Brouillard fino alla cima del Monte Bianco il 9 agosto 1911. Esplorò a fondo la regione del Monte Bianco e vi aprì molte nuove vie. Già membro del comitato del "Climbers' Club", nel 1909 fu eletto membro del Club Alpino Francese. 
Jones morì il 15 agosto 1912 in Svizzera, con sua moglie, in un incidente di montagna durante la loro luna di miele mentre scalavano l'Aiguille Rouge de Peuterey a  2.941 m. di quota. La loro guida, Julius Truffer, scivolò e cadde su Jones e la moglie, e tutti e tre precipitarono per quasi 1.000 piedi fino al ghiacciaio Fresnay. L'alpinista Paul Preuss assistette all'incidente. Ambedue furono sepolti a Courmayeur. La cima nord dell'Aiguille Blanche de Peuterey fu chiamata La Pointe Jones in suo onore.